# Patrimonio
Patrimonio är en kommun i departementet Haute-Corse på ön Korsika i Frankrike. Kommunen ligger i kantonen La Conca-d'Oro som tillhör arrondissementet Bastia. År 2022 hade Patrimonio 877 invånare.

## Befolkningsutveckling
Antalet invånare i kommunen Patrimonio
Referens:INSEE